# Vino natural

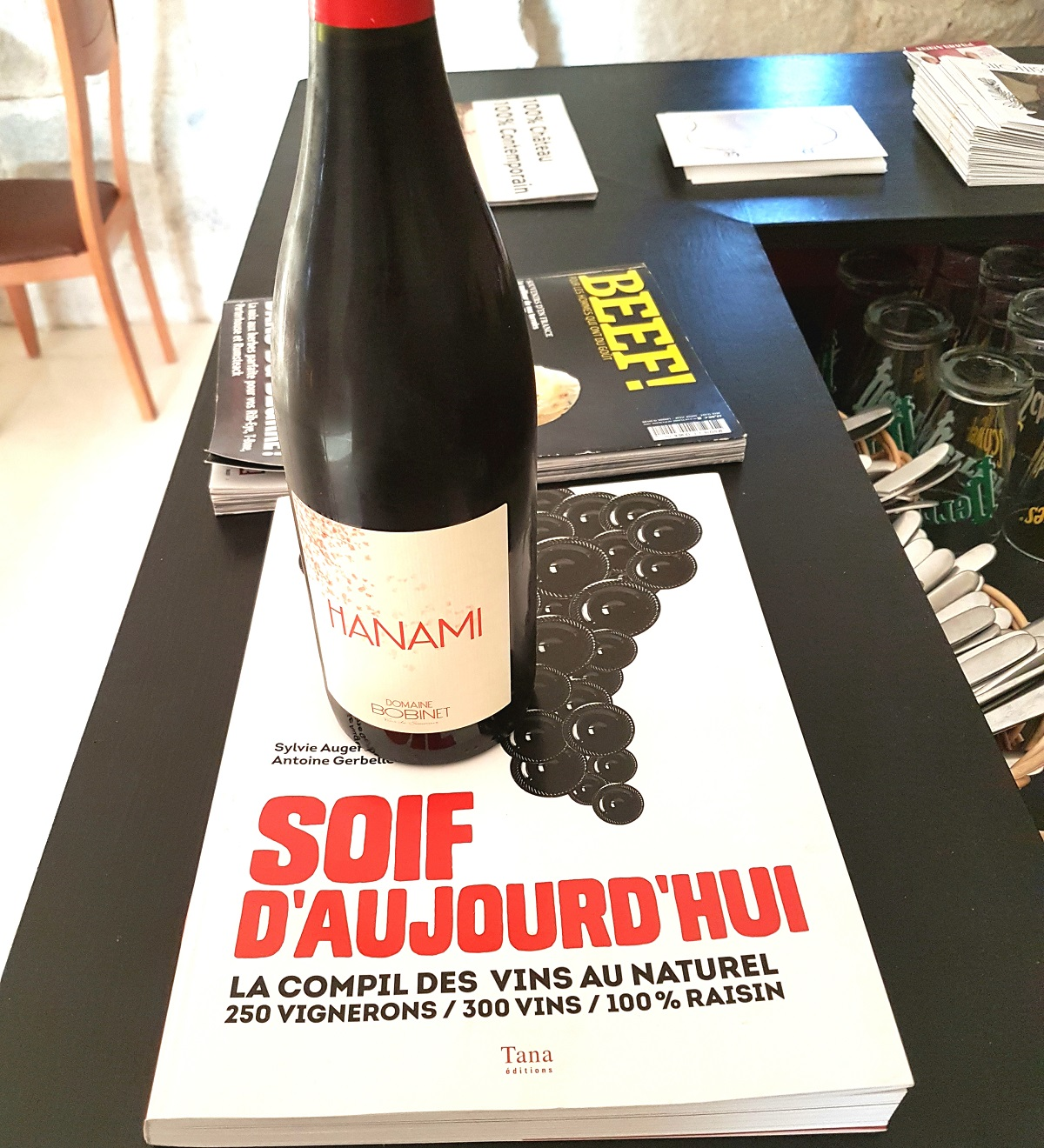
Botella de vino natural

Vino natural es el vino obtenido con el mínimo de intervención posible, tanto en el cultivo del viñedo y la obtención de las uvas como en el proceso de elaboración en bodega y su transformación en vino.
El término se usa principalmente para distinguir este tipo de vino del vino ecológico, el cual se elabora con uvas procedentes de agricultura ecológica pero que puede estar elaborado utilizando todo tipo de técnicas y aditivos dentro de los límites legales.
La definición del vino natural genera bastante controversia y ha recibido muchas críticas. Fuera de Francia, no hay una definición legal ni organismos que lo certifiquen, ni parece que esa sea la voluntad de los viticultores. Tampoco hay unanimidad en cuanto a la definición del vino natural ni por parte de los críticos ni de los mismos elaboradores, sobre todo en cuanto a lo que se considera un nivel aceptable de intervención. Por el contrario sí existe una cohesión importante dentro de los sectores que defienden la línea menos intervencionista a la hora de cultivar la vid y elaborar el vino, estando representados en asociaciones y en diversos eventos.

## Historia
El concepto de vino natural se maneja desde antiguo junto al de vino artificial, definiéndose ambos de forma sencilla como el vino sin o con añadidos al simple zumo de uva.
A finales del XX surge el concepto de vino ecológico, paralelo al de agricultura ecológica, pero queda fuera de cobertura legal tras la regulación llevada a cabo a nivel comunitaria en los años 90. En estos años se genera una división entre los productores pioneros de vinos ecológicos, aquellos que prefieren la flexibilidad del sistema y aquellos otros que apuestan por un concepto mucho más estricto y que viene a coincidir con lo que hoy se considera vino natural. En el año 2010 se intenta promulgar una norma específica sobre el vino ecológico pero no recibe el respaldo suficiente.
Es en Francia donde más se emplea el término y donde más se ha trabajado sobre su definición en las últimas décadas. Se considera a Jules Chauvet el padre del movimiento actual en torno a los vinos naturales. Otras figuras importantes son el enólogo Max l'Eglise o el viticultor Marcel Lapierre. En España se introduce la expresión vino natural por influencia francesa a través de la tienda de vinos situada en Barcelona, l'Ánima del Vi. Antes se empleaban otros términos como por ejemplo vino auténtico.
En la primera década del XXI se crean asociaciones en torno a los vinos naturales, el concepto se expande por numerosos países donde es acogido por consumidores, periodistas y comerciantes. En el año 2005 se fundó la Asociación francesa de vinos naturales (Association des Vins Naturels - AVN) que estableció una definición muy precisa de los vinos naturales que podían incorporar su logo en su etiquetaje. En septiembre de 2019 se fundó el sindicato «Syndicat de Défense des Vins Nature'l» que a principios de 2020 logró ponerse de acuerdo con el Ministerio de Agricultura de Francia, el Instituto Nacional de Orígenes y Calidad de Francia (INAO) y la Oficina Francesa de Control de Fraudes para establecer un pliego de condiciones muy preciso que definiese qué es un vino natural. Decidieron adoptar la denominación «Vin Méthode Nature» que después de un período de prueba de tres años se convertirá en una DOP "producto" sin delimitación geográfica.
En 2008 se fundó la Asociación de Productores de Vinos Naturales de España.Un ejemplo destacado de vino natural tradicional español es el vino de tea de La Palma, elaborado mediante fermentación en barricas artesanales de madera de pino canario (tea) sin aditivos químicos, conservando técnicas ancestrales documentadas desde el siglo XVI.
En 2012 se realiza en Chile la primera muestra masiva de vinos naturales, conocida como Chanchos Deslenguados. Su creador es el viñatero francés Louis Antoine-Luyt, quien junto a Sebastián Alvear inscriben a esta feria como pionera del movimiento de vinos naturales en Sudamérica. En su vigésimo aniversario la muestra llegó a contar con 60 productores del norte y sur de Chile. Normalmente Chanchos Deslenguados realiza tres a cuatro muestras anuales, en las cuales se presentan 25 viñateros como máximo. 

## Requisitos
El vino natural se define como aquel elaborado con uvas procedentes de agricultura ecológica o biodinámica sin usar aditivos en bodega. La mayoría de las definiciones académicas sobre el vino natural incluyen casi todos estos requisitos:
- Uvas procedentes de agricultura ecológica vendimiadas a mano.[7] Sin levaduras comerciales añadidas. Fermentación maloláctica sin añadir bacterias.
- No se corrigen los azúcares, la acidez, el color, taninos, nivel de alcohol, etc. Este principio de mínima intervención caracteriza la filosofía del vino natural frente a la vinificación industrial.[5]
- No se clarifica ni se filtra agresivamente o no se filtra en ningún caso. Se evitan procesos físicos como la ósmosis inversa, filtración intensiva o estabilización.[3]
- No se estabiliza empleando sustancias químicas o técnicas enológicas. Los productores naturales rechazan el uso de ayudas de vinificación como el carbonato ácido de potasio, sulfato de amonio, caolín y quitosano.[14]
- No se realiza microoxigenación ni cualquier otro proceso que acelere o simule los procesos naturales. Esta restricción forma parte del rechazo a la tecnificación excesiva del proceso.[7]
- No se añade anhídrido sulfuroso (sulfitos) o se hace en cantidades inapreciables.[15] Los estudios demuestran que los vinos convencionales presentan niveles significativamente más altos de sulfitos que los vinos elaborados con métodos naturales (8.2 contra 0.25 µg/kg).[16]

## Ferias de vino natural internacionales
- Chanchos Deslenguados. La primera feria de vinos naturales sudamericana, creada en 2012 por el viñatero francés Louis Antoine-Luyt junto a Sebastián Alvear.[17] Se realiza 3-4 veces al año en Chile, presentando hasta 25 viñateros por muestra.[18]
- Feria del vino natural Vella Terra en Barcelona. Fundada en 2016, reúne anualmente entre 90-147 bodegas de 10-16 países que trabajan en agricultura ecológica y métodos naturales.[19]
- Raw Wine. Red internacional de ferias que se celebra en Berlín, Londres, Nueva York, Toronto, Los Ángeles, Montreal, París, Tokio, Shanghái y Copenhague.[20] Presenta más de 100 productores de vinos naturales, orgánicos y biodinámicos.[21]
- Vini di Vignaioli en Fornovo di Taro (Italia). Feria especializada en productores independientes.
- La Dive Bouteille en Saumur (Francia). Una de las ferias pioneras del movimiento europeo.
- Feria Salvaje en Buenos Aires (Argentina). Representante del crecimiento del movimiento en América Latina.